# Janaul
Janaul (rusky Янаул, baškirsky Яңауыл) je město v Baškortostánu v Ruské federaci. Při sčítání lidu v roce 2010 měl bezmála sedmadvacet tisíc obyvatel.

## Poloha a doprava
Janaul leží na řece Janaulce těsně nad jejím ústím do Buje v povodí Kamy. Od Ufy, hlavního města Baškortostánu, je vzdálen přibližně 230 kilometrů severně.
Přes Janaul prochází železniční trať z Kazaně do Jekatěrinburgu.

## Dějiny
Osídlení na místě zdejšího města je známo už od první poloviny 18. století. V roce 1914 zde byla založena stanice na železniční trati a kolem ní osídlení, které bylo roku 1938 povýšeno na sídlo městského typu.
Od roku 1991 je Janaul městem.